# اروس کاپکی
اروس کاپکی (ایتالیایی: Eros Capecchi؛ زادهٔ ۱۳ ژوئن ۱۹۸۶) دوچرخه‌سوار اهل ایتالیا است.

## باشگاهی
از باشگاه‌هایی که در آن رکاب زده‌است می‌توان به لیکویگاس، لیکویگاس، سونیر دوال-پرودیر، لیکویگاس، تیم موویستار، تیم آستانه، و تیم کوئیک‌استپ فلورز اشاره کرد.